# 秋田赤十字病院
秋田赤十字病院（あきたせきじゅうじびょういん）は、秋田県秋田市に所在する医療機関である。日本赤十字社秋田県支部が運営する。救命救急センター、総合周産期母子医療センター、災害拠点病院などの機能を有する。

## 沿革
かつて旧佐竹藩時代に兵具庫が並んでいた、旭川沿いに現在も残る「鷹の松」付近の場所に大正3年7月1日、東北以北では初の赤十字病院となる「日本赤十字社秋田支部病院」が開院。設計は辰野金吾が担当し、敷地面積約7200坪の敷地にベランダ付き木造2階建ての洋風建築として作られた。初代院長は京都大学出身の山内半作で、山内は特に秋田の外科部門の草創に大きく貢献することとなった。
その後、1939年に県立秋田中学校跡地（現在の中通小学校付近）に秋田支部病院として移築し4年後に秋田赤十字病院と改称。1968年に中通に三代目となる赤十字病院が建設された。1974年に道路を挟んで秋田県交通災害センターが開院すると、赤十字病院が運営を担当。両院を渡り廊下で結ぶ様式となり、長らく秋田駅前地区（ひいては秋田県内全体）の中心病院的役割を果たすようになった。
その後平成になって施設の老朽化と駅前街区の再開発計画の浮上、さらに旧市内地域には赤十字病院・災害センターに加えて市立秋田総合病院や秋田県成人病医療センター・脳研や中通総合病院など多くの大型病院を抱えオーバー状態だったこと、加えて秋田市東部から南部にかけての地域に於いて病院過疎という事情を抱えていたことから、1998年7月1日に現在の上北手に移転した。
先行して、併設されていた秋田赤十字看護専門学校を現病院の隣接地に短期大学として移転・改組し、日本赤十字秋田短期大学（現・日本赤十字東北看護大学介護福祉短期大学部）とした。2009年、看護学科のみを再度改組し、現短大と同居する形で日本赤十字秋田看護大学（現・日本赤十字東北看護大学）が開学した。

## 年表
- 1914年（大正3年）7月1日 - 北海道、東北地方では初の赤十字病院として、秋田市上中城町に日本赤十字社秋田支部病院として開設。同時に、看護婦養成所を併置。
- 1939年（昭和14年）12月17-18日 - 秋田市東根小屋町に新築移転。
- 1941年（昭和16年） - 産婆養成所を設立し養成開始。敷地内に秋田県乳児院を開設。総裁の閑院宮が病院視察。
- 1943年（昭和18年）1月1日 - 秋田赤十字病院と改称。
- 1945年（昭和20年）3月 - 大湊海軍病院の分院に指命。
- 1968年（昭和43年） - 秋田市中通一丁目に新築移転。
- 1974年（昭和49年） - 隣接地に秋田県交通災害センターを開設、県より運営委託。結核病棟を老人病棟に転用。
- 1979年（昭和54年） - 秋田県神経病センターを開設。
- 1980年（昭和55年） - 医師研修病院の指定。秋田県立衛生看護学院助産科の実習病院指定。ネパール人看護師の研修開始。
- 1987年（昭和62年） - 第一種助産施設の認可。
- 1988年（昭和63年）3月29日 - 外国医師臨床修練病院の指定[2]。
- 1993年（平成5年） - 胃腸センター開設。周産期医療センターを産科病棟内に付設。
- 1996年（平成8年）12月26日 - 災害拠点病院指定。
- 1998年（平成10年）7月 - 秋田市上北手猿田の現在地に新築移転。
- 2005年（平成17年） - 病院機能評価 ( Ver. 4.0 )の認定。
- 2007年（平成19年）4月1日 - 総合周産期母子医療センターに指定[2]。
- 2007年（平成19年）11月1日 - エイズ診療拠点病院に指定[2]
- 2008年（平成20年） - 附属あきた健康管理センターを開設。名誉副総裁の正仁親王妃華子（常陸宮妃）が訪問。
- 2008年（平成20年）2月8日 - 地域がん診療連携拠点病院に指定[2]。
- 2011年（平成23年） - 病院機能評価 ( Ver. 6.0 ) の認定。
- 2012年（平成24年）1月23日 - ドクターヘリ導入[3]。

## 医療機関の指定等
- 救命救急センター[2]
- 第二次救急指定病院
- 第三次救急指定病院[2]
- 救急告示病院[2]
- 臨床研修指定病院[2]
- 総合周産期母子医療センター[2]
- 外国医師臨床修練指定病院[2]
- 秋田県災害拠点病院（地域災害医療センター）[2]
- 秋田県災害支援病院
- 秋田県災害先遣病院
- 臓器提供病院
- エイズ診療拠点病院[2]
- 地域がん診療連携拠点病院[2]
- （財）救急振興財団救急救命士実習施設
- 秋田県立衛生看護学院助産科実習施設
- 日本赤十字東北看護大学看護学部実習施設
- 秋田DMAT指定病院
- 地域医療支援病院

## その他
- 一般病棟入院基本料 7:1
- 看護方式　固定チームナーシング
- 認定看護師（平成23年12月現在）
  - 救急看護 1名
  - 感染管理 1名
  - 新生児集中ケア 2名
  - WOC（皮膚・排泄ケア） 1名
  - がん化学療法看護 1名

## その他院内施設
- セブン-イレブン秋田赤十字病院店
- 花徳日赤病院店
- 秋田銀行秋田東中央支店秋田赤十字病院出張所（店舗外ATM）
- 北都銀行本店営業部秋田赤十字病院出張所（店舗外ATM）

## 近隣施設等
- 日本赤十字東北看護大学・日本赤十字東北看護大学介護福祉短期大学部
- 秋田県立秋田きらり支援学校
- 秋田県立視覚支援学校
- 秋田県立聴覚支援学校
- 秋田県立医療療育センター
- いぶきの里

## 交通アクセス
- 秋田駅西口より秋田中央交通の牛島経由又は城南経由日赤病院線で終点下車。
- 秋田駅東口より秋田中央交通の日赤病院前経由中央シルバーエリア行きで、日赤病院前下車。
- 御所野ニュータウン方面からは、中央シルバーエリア始発のイオンモール秋田・日赤病院前経由秋田駅東口行きで、日赤病院前下車。
- 上北手方面からは、秋田中央トランスポートが運行する秋田市マイタウン・バス東部線上北手コース及び中北手コースで、日赤病院前下車。
- 河辺・雄和方面からは、高尾ハイヤーが運行する秋田市マイタウン・バス南部線雄和A・Bコース及び河辺Aコースで、日赤病院前下車。